# Patti Hansen
Patti Hansen, all'anagrafe Patricia Elvina Hansen (Staten Island, 17 marzo 1956), è una modella e attrice statunitense di origine norvegese, nota per essere moglie del chitarrista dei Rolling Stones, Keith Richards, dal 1983.

## Biografia
Cresciuta a New York in una famiglia di origine norvegese, intraprende la carriera di modella ad appena quattordici anni, comparendo sulle famose riviste Vogue, Cosmopolitan, Glamour e Harper's Bazaar. È stata il volto di una campagna di Calvin Klein e nel dicembre 1978 è apparsa sulla copertina della rivista Esquire.
Nel 1980 Patti Hansen recita tra gli attori principali nel film ...e tutti risero, con Audrey Hepburn e Ben Gazzara; negli anni a seguire torna a lavorare in altre campagne di Calvin Klein. Nel 1999 appare sulla copertina di Vogue e nel 2004, insieme alle figlie Theodora e Alexandra, pubblicizza una fragranza di Guerlain.

## Vita privata
Patti conosce il marito Keith Richards, chitarrista dei Rolling Stones, il giorno del suo compleanno, nel 1979. Nello stesso anno i due si fidanzano, per poi sposarsi il giorno del quarantesimo compleanno di Keith, il 18 dicembre 1983. La coppia ha due figlie, Theodora Dupree (nata il 18 marzo del 1985) e Alexandra Nicole (nata il 28 luglio del 1986), divenute entrambe famose modelle.
Nel 2005 le viene diagnosticato un cancro al seno, che tuttavia poi viene presto debellato, mentre nel 2007 viene colpita da un tumore alla vescica, che riesce a sconfiggere con successo nel 2010.